# Murowana Goślina
Murowana Goślina (udtale: [murɔˈvana ɡɔˈɕlʲina]; tysk: Murowana-Goslin)   er en by i den centrale del af  voivodskabet Storpolen i  den vestlige centrale del af Polen. Byen   har 10.247(2021) indbyggere og et areal på 7,18  km², og en del af  powiatet Poznań. 
Den ligger cirka 20 km nord for hovedbyen Poznań, på hovedvejen og jernbanelinjen til Wągrowiec. Floden  Trojanka løber gennem den nordlige og vestlige del af landsbyen og når floden Warta et par kilometer mod vest. Området omkring Murowana Goślina omfatter  mange søer og skovområder, især inden for det beskyttede område kaldet Puszcza Zielonka Landskabspark.

## Historie
I en trekant mellem Murowana Goślina, Długa Goślina og Warta, er der fundet tidlige middelalderskatte fra det 10. og det tidlige 11. århundrede. Området lå på den gamle rute fra den tidlige polske hovedstad Gniezno til det vestlige Pommern via en passage over Warta ved Radzim (nær nutidens Starczanowo).
Det vides ikke, hvornår Murowana Goślina modtog byrettigheder, selvom det må være sket før 1389, under Vladislav 2. Jagellos regeringstid. I det år er der en henvisning til wójt Andrzej af Górka, og i 1391 er der også nævnt en lokal beboer ved navn Staszek. Landsbyen overtog funktionen som en kastel fra Radzim.
I 1605 blev den gamle trækirke udskiftet med en murstenskirke  bygget på det to-etagers rektangulære tårn. I 1651 blev landsbyen erhvervet af Jan Leszczyński, og hans familie holdt den indtil 1694.  Landsbyen blev ramt af pest ved mange lejligheder, og blev også ødelagt under Svenske Krigene.